# Viaduto Duarte Pacheco

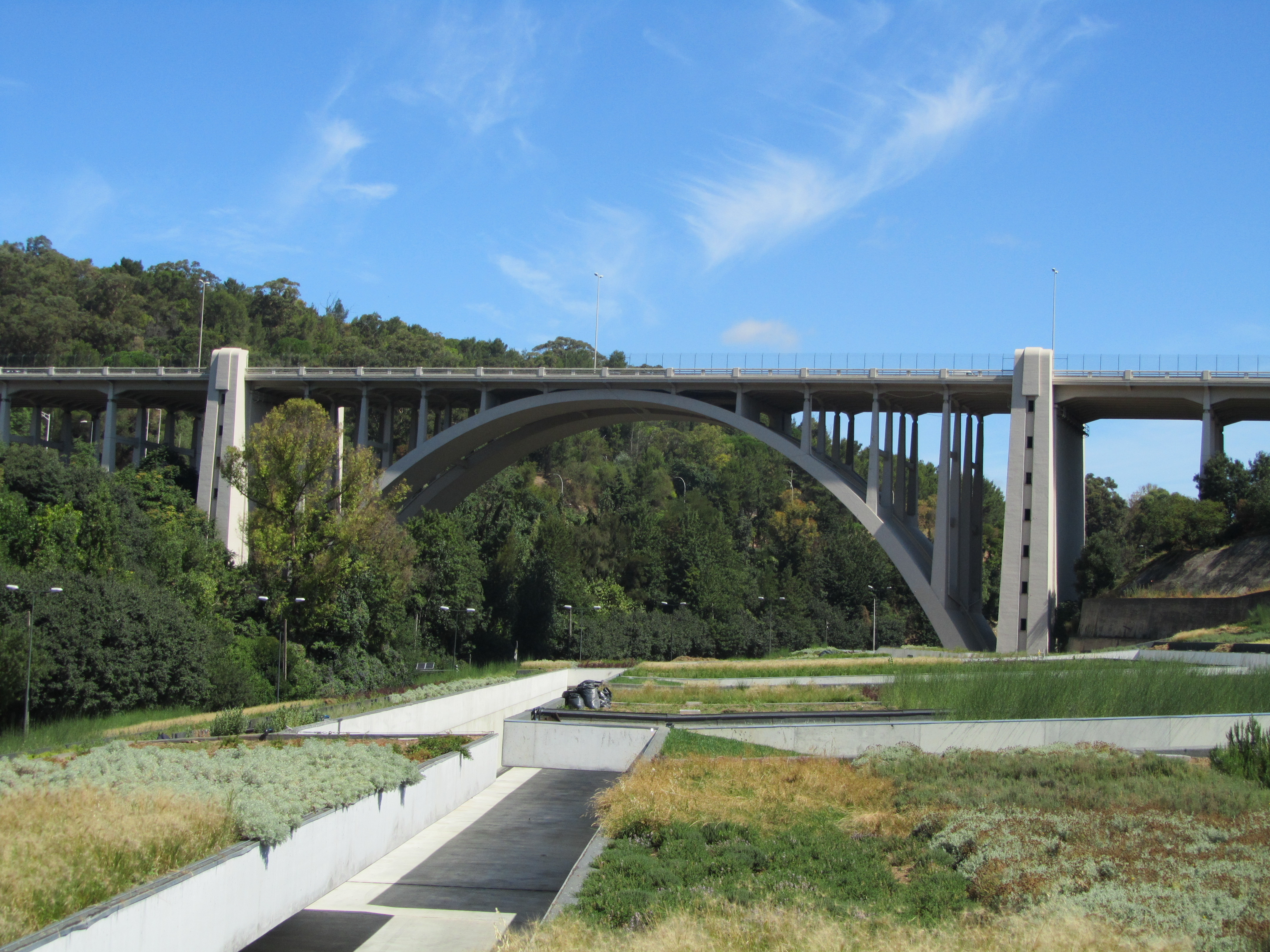
Das Viadukt von der Kläranlage in Alcântara aus gesehen

Der Viaduto Duarte Pacheco ist ein Straßenviadukt im westlichen Stadtgebiet der portugiesischen Hauptstadt Lissabon. 

## Geschichte
Die Autobahnbrücke in Form einer Bogenbrücke wurde ab 1940 errichtet und am 28. Mai 1944 eingeweiht. Benannt ist das Viadukt nach dem Ingenieur und Minister Duarte Pacheco (1900–1943). 2004 war eine notwendig gewordene Betonsanierung abgeschlossen.

## Lage
Es führt von der Stadtgemeinde Campolide an den Fuß des Parque Florestal de Monsanto und überspannt dabei das Tal von Alcântara, sowie insgesamt sieben Straßen und eine Eisenbahnlinie. Das Viadukt ist heute Teil der  Autobahn A5 (Lissabon–Cascais).